# Sprint (revija)
Sprint je bio hrvatski ilustrirani športski tjednik iz Zagreba. Izdavač je bio Vjesnik. Izlazio je od 1985. do 1990. godine kao nastavak SN revije, što je i stajalo u naslovu (revija Sportskih novosti), zbog čega su brojevi imali dvostruku numeraciju. Sprint je nastavio izlaziti kao Sport magazin.
Uređivali su ga Stanko Kučan, Zoran Kovačević i Ado Kožul.